# Бонијер (Оаза)
Бонијер (фр. Bonnières) насеље је и општина у североисточној Француској у региону Пикардија, у департману Оаза која припада префектури Бове.
По подацима из 2011. године у општини је живело 152 становника, а густина насељености је износила 18,01 становника/km². Општина се простире на површини од 8,44 km². Налази се на средњој надморској висини од 84 метара (максималној 167 m, а минималној 82 m).

## Демографија
| 1962. | 1968. | 1975. | 1982. | 1990. | 1999. | 2011. |
| ----- | ----- | ----- | ----- | ----- | ----- | ----- |
| 146   | 148   | 125   | 132   | 171   | 172   | 152   |

График промене броја становника у току последњих година